# Наступ радянських військ на захід (1918—1919)
Наступ радянських військ на захід 1918—1919 років був частиною походу Російської Радянської Федеративної Соціалістичної Республіки в райони, покинуті гарнізонами Обер-Ост, які були виведені до Німеччини після поразки Німецької імперії в Першій світовій війні. Початково успішний наступ на Естонську Республіку переріс у початок війни за незалежність Естонії, яка чинила опір радянським військам. Війна проти Латвійської та Литовської республік була більш успішною для Рад і привела до створення Латвійської Соціалістичної Радянської Республіки та Литовської Радянської Соціалістичної Республіки. У Білорусі була завойована Білоруська Народна Республіка і проголошено Соціалістичну Радянську Республіку Білорусь.
Зрештою похід РСФСР захлинувся і призвів до наступу Естонії на Псков, який у 1920 році закінчився визнанням Естонії більшовицьким урядом, наступу на Петроград білогвардійців, радянсько-литовської війни, війни за незалежність Латвії, продовження радянсько-української війни та початку польсько-радянської війни.

## Цілі радянської війни
Новостворена Червона Армія збільшувалася в особовому складі, і Володимир Ленін міг зібрати достатньо сил, щоб замінити західні західні завіси («Западна завеса») міцними військовими і знову захопити землі, втрачені Росією в 1917 році, просто слідуючи за відступою Німеччини. армії. Отримавши звістку про Німецьку революцію, 13 листопада 1918 р. радянський уряд анулював Брест-Литовський договір і віддав наказ Червоній Армії рухатися в напрямку Білорусі, України та Прибалтики з метою створення радянських там уряди. Щойно сформована (16 листопада) Західна армія перейшла в ніч на 17 листопада 1918 року в оперативний вакуум, створений імперською німецькою армією, що відступала. Цей рух у загальному напрямку Білорусі, України та Польщі (частини останньої в межах імперської Росії називалися «Привіслінський край»), за Н. Девісом, отримав кодову назву «Ціль – Вісла».
Наступ новоствореної Західної армії в напрямку річки Вісла мав на меті встановити подібні радянські уряди в Білорусі, Україні та Польщі та проїхати якомога далі на захід, щоб приєднатися до німецької революції та запалити світ революцією.

## Передумови
Після підписання Брест-Литовського договору більшовицька Росія втратила європейські землі, які приєднала у 18-19 століттях. Більшість сучасних Польщі, Білорусі, України та країн Балтії були передані уряду Німеччини, який, у свою чергу, вирішив надати цим державам обмежену незалежність як буферні держави. Однак поразка Німеччини на Західному фронті та внутрішній розпад Австро-Угорщини зробили плани створення Mitteleuropa застарілими.
У листопаді та грудні німецька армія почала відступ на захід. Деморалізовані офіцери та солдати-бунтівники масово кидали свої гарнізони й поверталися додому. Райони, залишені центральними державами, стали полем конфлікту між місцевими маріонетковими урядами, створеними Німеччиною в рамках її планів, місцевими націоналістичними урядами, що виникли після виведення німецьких військ, Польщею та більшовиками, які бажають включити ці території до складу Радянська Росія. Були сформовані білоруський, естонський, латвійський, литовський, український і навіть козацький національні уряди. Внутрішня боротьба за владу завадила будь-якому з урядів Білорусі отримати стійку владу. В Україні ситуація була ще складнішою, коли тривав конфлікт між анархістами Нестора Махна, комуністами, Білим Рухом, різними урядами України та відродженим Військом Польським. Весь регіон, покинутий німецькими військами, перетворився на гігантський вільний для всіх театр, де десятки фракцій змагалися за владу.
Більшовики також реалізовували нову стратегію «Революція з-за кордону» ("Революція ззовні"), засновану на припущенні, що революційні маси бажають революції, але не можуть здійснити її без допомоги більш організованих і організованих. передових більшовиків. Отже, як зауважив Лев Троцький, революцію треба «провести на багнетах» (Червоної Армії), оскільки «через Київ веде прямий шлях до з’єднання з Австро-Угорською революцією, так само як через Псков і Вільнюс йде дорога». за об’єднання з німецькою революцією. Наступ на всіх фронтах! Наступ на західному фронті, наступ на південному, наступ на всіх революційних фронтах!». Концепція була розроблена в 1918 році, але офіційно опублікована під цією назвою вперше в 1920 році Wojennaja Mysl i Riewolucija, 3/1920, Михайло Тухачевський.

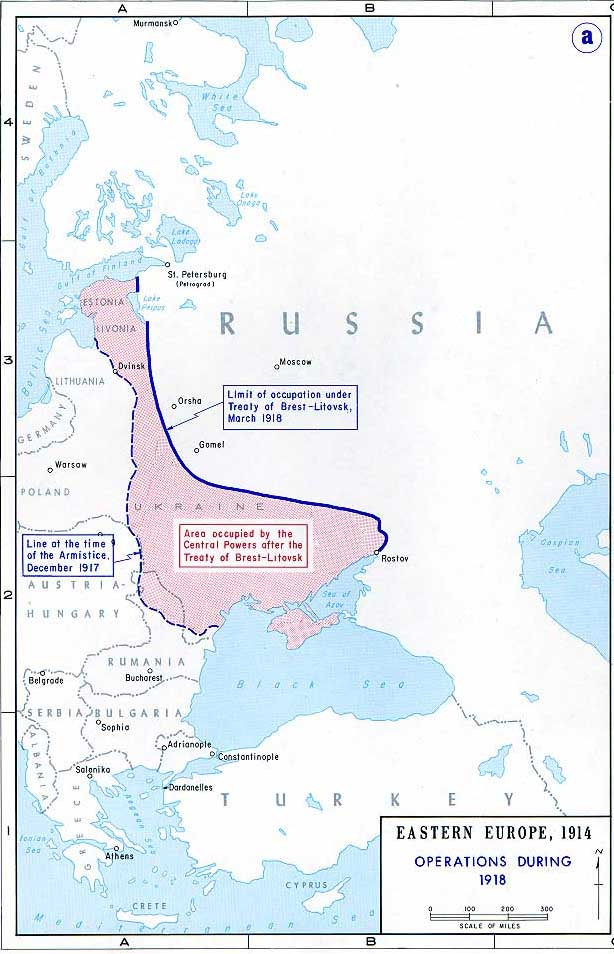
Території, окуповані Німеччиною протягом 1918 року

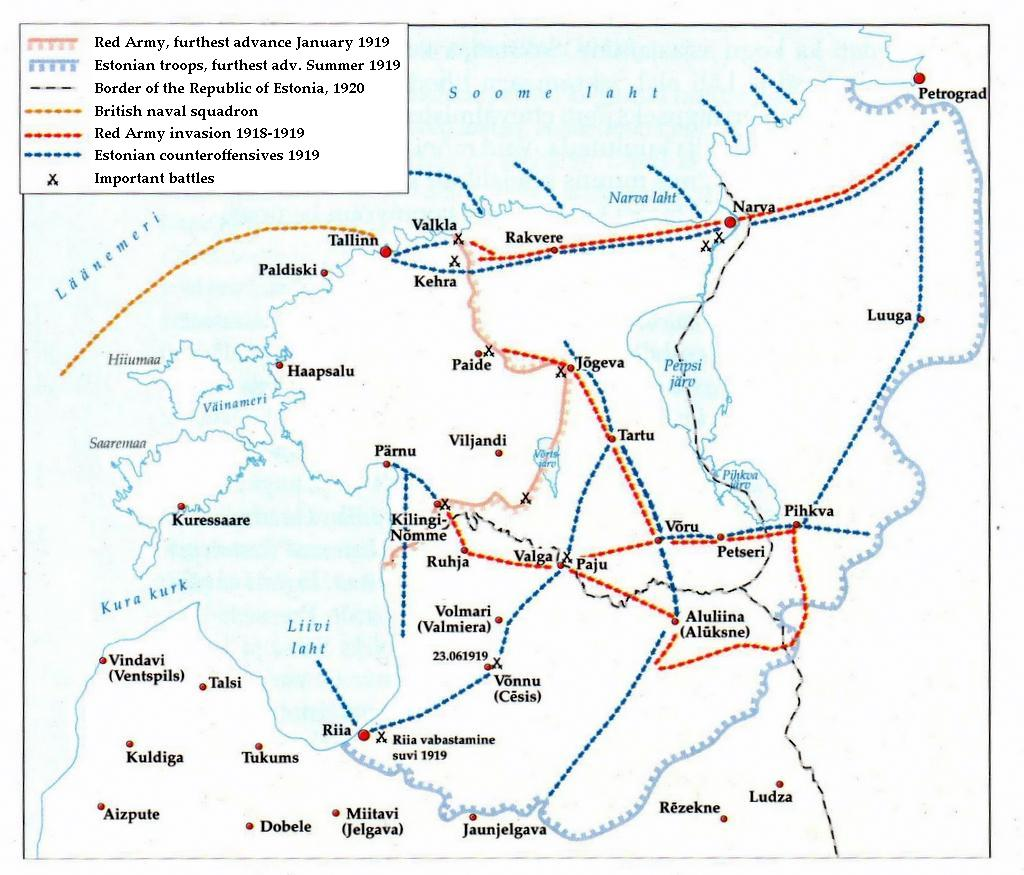
Естонська та радянська операції в Естонії та Латвії, 1918–19

Операції Червоної Армії у Південно-Східній Естонії, Латвії, Литві та Білорусі в 1918–1919 рр.

Контратаки Естонії, Латвії, Литви та Польщі

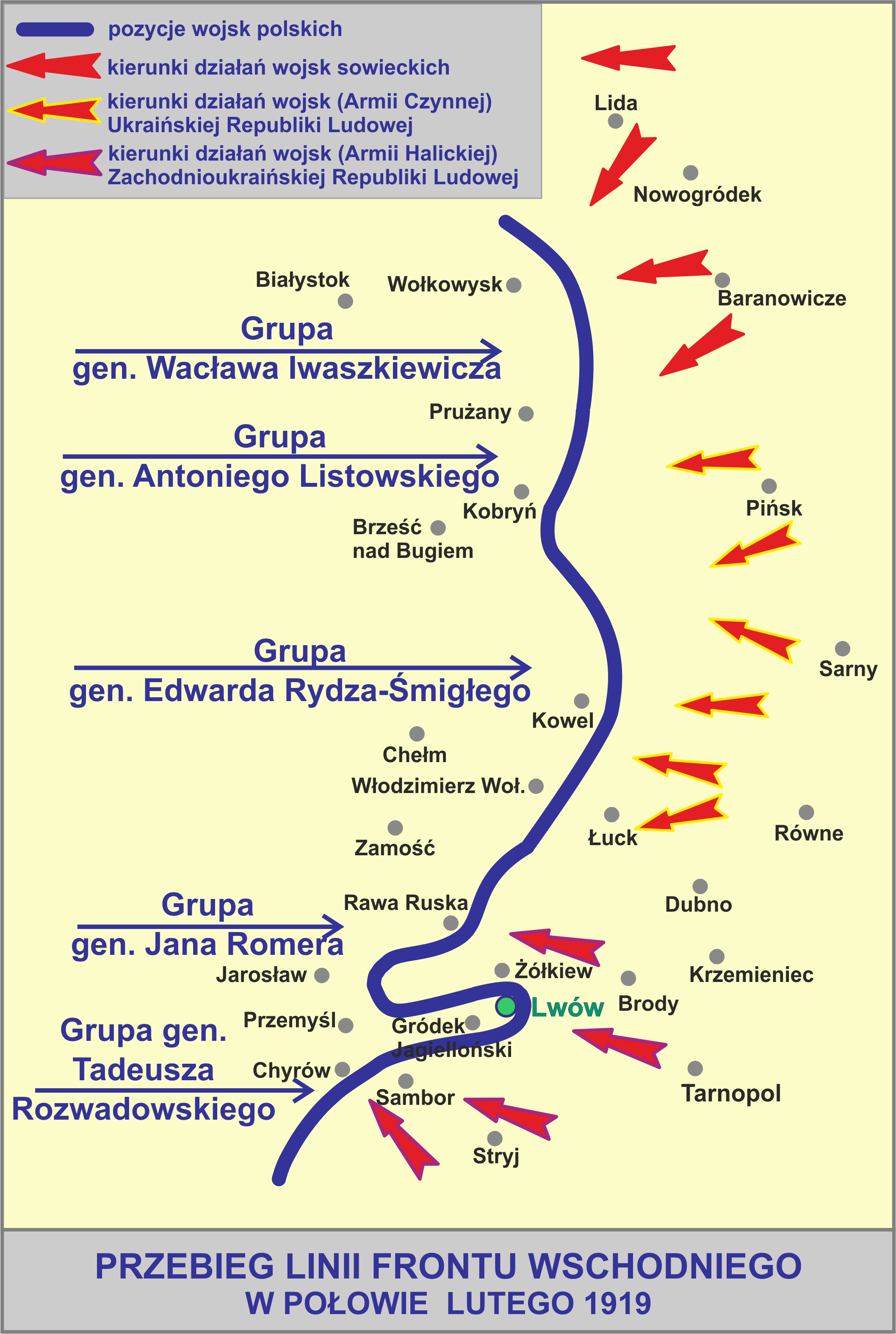
Польсько-український фронт та польсько-радянський фронт утворені в лютому 1919 року

## Наступи

### Естонський напрямок
Гдовський і Ямбурзький загони 7-ї Червоної Армії атакували німецький піхотний полк № 1. 405, обороняючи місто Нарву 22 листопада 1918 р. 6-а Червона дивізія захопила залізничний вузол Тапа у щойно сформованих 4-го і 5-го естонських полків напередодні Різдва і просунулася до 34 км (21 миля) -го. від столиці Таллінна. 29 листопада в Нарві естонські більшовики на чолі з Яаном Анвельтом проголосили Комуну трудящих Естонії (ETK). У Південній Естонії 49-й червоно-латвійський стрілецький полк зайняв залізничний вузол Валга 17 грудня і місто Тарту 24 грудня. Естонська армія 2–5 січня зупинила наступ 7-ї Червоної армії по всьому фронту. Через два дні естонські війська почали контрнаступ, щоб вигнати радянські війська з Естонії. Фінська добровольча бригада морської піхоти висадилася в тил 6-ї Червоної дивізії, а 1-а естонська дивізія 18 січня захопила Нарву.
Згодом північно-східний фронт стабілізувався вздовж річки Нарва. У Південній Естонії 31 січня партизанський батальйон естонського спецназу типу Тартумаа вибив червоно- латвійські стрілецькі полки з Валги. 7-а Червона армія була тимчасово витіснена з кордонів Естонії. 16 лютого Червона Армія розпочала контрнаступ, щоб відбити Естонію. Новостворена Червона Армія Естонії до 15 березня отримала волості Сетомаа, Васцелійна та Ряпіна. 2-а естонська дивізія контратакувала і 28 березня повернула Пецері. Аналогічний бій відбувся між естонською армією та Північною групою Червоної армії Латвії на фронті Айнажі – Стренчі – Алуксне, стабілізований на півночі Латвії. На позиціях вздовж річки Нарви 1-а естонська дивізія відбила атаки 7-ї Червоної армії.

### Польський напрямок
Червона Армія увійшла 21 листопада до Полоцька, 22 листопада до Дріси та Рагачова, 24 листопада до Жлобіна, 28 листопада до Бобруйська, 3 грудня до Борисова, 8 грудня до Слуцька та 9 грудня до Ігумена. 10 грудня 1918 року Червона Армія майже без протидії увійшла до Мінська, поклавши край недовговічній Білоруській Народній Республіці. 1 січня 1919 року в Смоленську було проголошено Соціалістичну Радянську Республіку Білорусь (ССРБ). 8 січня уряд ССРБ переїхав до Мінська. У той же час по всій західній Білорусі виникли польські та білоруські загони самооборони. Погано споряджені та здебільшого з місцевих новобранців, вони були сповнені рішучости захищати свої домівки від того, що газети описували як «червону загрозу». На секторі діяли подібні більшовицькі угруповання, і почалася низка сутичок. Польсько-радянська боротьба за Вільно в перший тиждень 1919 року була ознакою майбутнього, оскільки польська міліція була змушена відступити після того, як до міста увійшли перші організовані частини Радянської Західної армії. У відповідь польська армія почала посилати підрозділи на схід на допомогу загонам самооборони, тоді як радянські вчинили те саме, але в протилежному напрямку. Відкритий конфлікт здавався неминучим.
12 січня радянське Верховне Головнокомандування оголосило про мету своєї операції «Ціль Вісла»: глибоку розвідку в напрямку річки Німан. 12 лютого ця ціль була оновлена, включивши річку Буг. Того дня Юкумс Вацієтіс наказав новому Західному командуванню провести «поглиблену розвідку» аж до Тільзіта, Брест-Литовська, Ковеля та Рівного. Він також наказав убезпечити головні залізничні вузли, зокрема у Вільні, Ліді, Барановичах та Лунінці.
Серед цілей більшовиків було проїхати через Східну та Центральну Європу та підтримати революції в Німеччині та Австро-Угорщині. (Девіс, с. 29) Більшовицькі сили не передбачали серйозного протистояння на своєму шляху і розглядали держави Польщу, Білорусь та Литву як просто ефемериди, неспроможні захистити власні «тимчасові» кордони. Проте навряд чи совєти справді очікували дійти до Вісли. Військові накази були сповнені пропаганди. Головна мета операції, ймовірно, полягала в тому, щоб побачити, скільки території можна кон'юнктурно захопити в хаотичному урядовому потоці, спричиненому наслідками післявоєнної Східної Європи, до того, як з'являться серйозні незалежні урядові органи.
Нарешті, перші польсько-радянські зіткнення відбулися в середині лютого в районі міст Береза Картуська і Мости, де обидві армії зіткнулися в низці сутичок. Наступ радянських військ зупинився наприкінці лютого, і стало очевидним, що Червона Армія не прорватиме польські рубежі половинчастими атаками. І наступ радянських військ, і польська контрнаступ розпочалися одночасно, що призвело до збільшення кількости військ, які були введені в цей район. У квітні більшовики захопили Гродно і Вільно, але незабаром були витіснені польським контрнаступом.

### Румунський напрямок
На початку 1918 року Бессарабія, колишня російська провінція, об'єдналася з Румунією після двох місяців незалежности як Молдавська Демократична Республіка. Рада не прийняла союзу і намагалася силою повернути край. Однак усе це зводилося до кількох епізодичних нападів уздовж річки Дністер. Росіяни також атакували, щоб підтримати комуністичну Угорщину, яка мала власну війну з Румунією. Це було безрезультатно, оскільки край успішно захищався від нападів більшовиків.[джерело?]

## Наслідки
Естонська та польська армії виявилися набагато більш спроможними противниками, ніж передбачала Червона Армія. Псковський наступ естонської бойової групи Петсері знищив естонську Червону армію, захопив Псков і вигнав радянські війська з території між Естонією та річкою Велика 25 травня. 7-а і 15-а Червоні армії в липні 1919 р. розпочали контрнаступ в Інгрії і на півночі Пскова, що повернуло собі більшість втрачених територій Петроградської і Псковської областей. Маючи зброю, надану Великою Британією та Францією, та оперативну підтримку естонської армії та Королівського флоту, білоросійська північно-західна армія 28 вересня 1919 року розпочала наступ «Білий меч» з метою захоплення Петрограда. Північно-Західна армія наблизилася на 16 кілометрів (10 миля) міста, але 7-а Червона армія відбила білоросійські війська, відкинувши їх назад до Естонії.
Хоча накази щодо операції «Ціль Вісла» так і не були відкликані, радянські плани невдовзі були застарілими через зростання опору Польщі і, зрештою, контрнаступ Польщі в квітні. Не досягнувши своїх цілей, Червона Армія відійшла зі своїх позицій і розпочала реорганізацію. Почалася польсько-радянська війна.

## Історіографія
Найвідоміший комплексний історичний аналіз кампанії проти Польщі здійснив Норман Девіс у своїй книзі «Білий орел, червона зірка» (1972). Девіс згадав кодову назву цього наступу: «Ціль Вісла»; однак в історіографії він зазвичай не використовується.